# 강우일
강우일(姜禹一, 1945년 10월 12일 ~ )은 대한민국의 로마 가톨릭교회 성직자이다.천주교 제주교구 제3대 교구장을 지냈으며  세례명은 베드로이다.

## 생애
강우일은 1945년 10월 12일 강영욱(타대오)과 오숙주(데레사) 부부의 2남3녀 중 장남으로 태어나 경기고등학교, 조치 대학 및 동 대학원을 졸업하고 1973년 교황청립 우르바노 대학교에서 유학했다. 1974년 사제수품에 이어 중림동, 명동 주교좌본당 보좌신부를 거쳐 1978년 천주교 서울대교구 교육국장과 홍보국장을 역임한 강우일은 1985년 난곡동본당 주임신부 재임 중 12월 21일 서울대교구 보좌주교로 임명되었고 1986년 2월4일 발레키움의 명의 주교로 서품되었다
그 후 1987년부터 1996년까지 주교회의 전례위원회 위원장, 1995년 3월부터 1998년 2월까지 통합 가톨릭대학교 초대총장을 맡았다. 강 주교는 총장으로서 대학 발전을 위한 중장기 계획으로서 ‘2005 플랜’을 수립하고 국제화 시대에 걸맞은 대학 발전을 위한 청사진을 작성하고 해외 유명 가톨릭대와 교류 추진, 새 교과 과정 실시, 실력 있는 전문인 양성 등 다각적인 발전을 추구했다.
1999년 10월에는 천주교 주교회의 상임위원, 선교사목주교위원회 위원장, 민족화해위원회 위원장을 맡아 한국 교회의 민족 화해와 일치를 위한 노력에 박차를 가했다. 지난해 12월 26일에는 서울대교구의 사목체계 개편에 따라 서울대교구 총대리 겸 교구청장을 맡아 교구 행정의 핵심을 담당해왔다.
2002년 7월 28일 교황 요한 바오로 2세에 의해 제주교구 교구장 주교에 임명되었다. 착좌식은 10월 8일 제주교구 주교좌 성당인 중앙 주교좌 성당에서 거행되었다.

## 활동

### 제주 해군기지 건설 반대
2009년 5월 16일, 강우일은 제주도 해군기지 건설과 관련하여 해군기지 건설을 반대하는 강정마을과 시민사회 단체들이 김태환 제주도지사 주민소환 서명운동을 전개하는 가운데 해군기지 건설 중단을 촉구하는 호소문을 제주교구 소속 도내 25개 성당에 배포하였다.
강우일은 ‘제주를 평화의 섬으로 만들기 위한 호소’라는 제목의 호소문을 통해 “해군기지 건설을 중단할 것을 호소한다. 이는 제주도민을 위해서나 국민 전체를 위해서도 바람직하지 못한 일”이라고 지적했다. 이어 “환경보호는 온 인류의 과제며 강정 앞바다는 제주에서 가장 청정한 해역이고 도민의 젖줄”이라며 “강정에서 발견된 연산호 군락지는 생태계가 아직 살아있음을 가리키고 있으나 행정당국은 이를 묵살하고 공사를 강행하고 있는데 이는 생태계에 대한 폭력”이라고 밝혔다.

### 4대강 정비 사업 반대
2010년 6월 23일 강우일은 이명박 정부가 추진하는 4대강 정비 사업을 십계명 중 칠계명인 “도둑질하지 마라.”를 위반한 ‘도둑질’로 규정하며 강도높은 질타를 가했다. 강우일은 가톨릭교회 교리서를 인용해 “이 계명은 단순히 남의 물건을 훔치지 말라는 것을 의미하지 않는다.”라면서 “한처음에 하느님께서 창조하신 땅과 그 자원, 자연계 전체는 온 인류가 공동 관리하도록 맡기신 하느님의 선물이기에 모든 인간이 이를 존중하고 보호할 책임이 있음을 밝히는 명령”이라고 지적했다.
강우일은 “인류 문명은 강에서 시작됐고, 강은 모든 생명체의 고향이고 생태계의 중심에 있다.”라면서 “현대에 이르러 인간의 탐욕이 도를 지나치면서 강이 오염되고 말라가며 사라지고 있다. 인간이 둑을 쌓고 모래를 파가고 흐르는 물길을 막아 강의 숨통을 끊고 있다.”라고 탄식했다.
( 하지만 이반대는   무리가 있다   구라파는 강에 보를 막은것이 많다   다른 환경문제라면 원천 상류의 물이 더럽기 대문에 이것을 우선   해결해야 한다  )
(문재인 대통령 집권 기간 사대강보를 개방함으로써 강물의 오염이 더 심해진 결과를 보였지만) 강우일은 이어 “강물이 마르고 강이 고여 썩으면 생명체의 먹이사슬이 끊어진다. 그러면 인간도 생존할 수 없다.”라면서 “그러므로 교회는 현재 4대강에서 이루어지는 대규모 공사들을 바라보면서 우리의 미래를 걱정하지 않을 수 없다.”라고 4대강 정비 사업을 반대하는 이유를 밝혔다.

### 구제역 사태 비판
강우일은 2011년 1월 22일 구제역 사태로 가축 2백만 마리가 살처분 당한 것에 대해 안타까움을 토로하며 한국 천주교 주교회의 홈페이지에 ‘구제역 사태에 대한 그리스도인의 성찰’이라는 제목의 글을 실었다.
강우일은 이 글에서 “살처분으로 인해 농민, 수의사, 공무원 모두가 마음의 고통과 부작용에 시달리고 있다.”라며 “이것은 아무리 짐승이라고 해도 대량 도살이 인간으로서 해서는 안 되는 일이고 도리에 어긋나는 일임을 의미한다.”라고 밝혔다.
강우일은 “전부터 구제역이나 조류독감이 유행하면서 많은 가축들이 집단으로 살처분되는 것을 보며 마음이 불편했지만 크게 마음 쓰지 않았다.”라고 고백했다. “그러나 이번 사태는 마음이 불편한 정도로 넘어갈 일이 아님을 성찰하게 됐다.”라며 “무엇인가 잘못되어도 한참 잘못되었다.”라고 말했다.
그는 구제역 사태의 주된 원인을 인간의 지나친 식욕과 가축을 생산품으로 만들어 이윤을 극대화하려는 상업적 욕심에서 초래한 것이라고 진단했다.
강우일은 과도한 육류소비가 가축은 물론, 인간의 건강을 비롯한 지구 생태계의 균형에 문제를 야기하고 있다며 “식생활 구조 자체가 이제는 진지하게 재고되어야 하지 않을까?”라고 되물었다.
그는 “창세기의 가르침에 의하면 짐승들도 모두 하느님의 구원의 대상이고 보살핌의 대상이라는 것”이라며 “인간에게 먹는 것은 생존을 위해 가장 중요한 일이다. 그러나 먹는 데에도 인간답게 먹고, 그리스도인답게 먹을 줄 알아야 하지 않을까?”라고 자문하며 글을 마쳤다.

### 원전 재검토 촉구
2011년 5월 17일 강우일은 한국 천주교 월간지 경향잡지 7월호에 기고한 ‘원자력 발전에 대한 그리스도인의 성찰’이라는 제목의 글에서 “지하의 토양과 지하수가 방사능에 오염되면 생태계 전체와 인류의 생존이 위협받으며 아무런 해결방법이 없다.”라면서 “몇 사람의 생명이 아니라 수많은 사람의 생명과 생존권이 달린 문제”라고 지적했다.
그러면서 “이제는 원자력 발전을 근본적으로 재검토하고 다른 길을 모색할 때가 됐다.”라고 주장했다.
최근 일본 동북부 대지진 피해지역에 둘러보고 돌아온 강 주교는 이 사고를 계기로 “원자력의 안전에 대해 심각한 재검토 논란이 일고 있다.”라면서 “원자력에 관해 고도의 전문지식이 전제되는 분야이기에 전문가들에게 맡기고 보통 사람들은 그 의견에 따르면 된다는 통념에 안주할 수 없게 됐다.”라고 덧붙였다.
또 “원자력을 클린 에너지, 녹색 에너지라고 부르는 것은 정말 속임수다. 녹색 에너지가 아니라 적색 에너지”라면서 “방사선은 본디 인간뿐 아니라 생명체의 존재와는 공존할 수 없는 괴물”이라고 말했다.

## 문장
주교 예모(禮帽)와 3층으로 된 수실, 주교관 십자가와 목장(牧杖)은 주교의 품위를 나타내고 방패 모양 안의 양은 “도살장으로 끌려가는 어린양처럼 가만히 서서 털을 깍이는 어미 양처럼”(이사 53,7) 세상의 죄를 대신하는 하느님의 어린양을 상징하며 M과 A가 합친 모양은 천주의 성모 마리아의 보호를 상징한다.
“네 생명 주님께 맡기고 그분을 바라라.”(시편 37,5)라는 사목표어는 모든 일에 있어 하느님의 영광과 하느님의 뜻이 이루어지도록 온전히 맡겨 드린다는 것을 의미한다.

## 같이 보기
- 교황 ('명칭 문제' 문단)